# Пасажин Микола Миколайович
Микола Миколайович Пасажин (нар. 4 червня 1976, Полтава) — український волейбольний тренер, колишній волейболіст (позиція — догравальник). Головний тренер збірної України (U-20) — срібного призера чемпіонату Європи.

## Життєпис
Народився 4 червня 1976 року в Полтаві.
Волейболом почав займатися в сім років, перший тренер — Анатолій Офат.
Грав, зокрема, в українських клубах «Шахтар» (Донецьк), «Ремтехсільмаш» та СК ВПС (1998—1999, обидва — з Вінниці), «Локомотив» (Харків, 2000—2004), «Кримсода» (Красноперекопськ, 2006—2011). Ігрове амплуа — догравальник.
Головний тренер команди «Хімпром», збірної України (U-20). Із сезону 2019—2020 — помічник головного тренера клубу «Бахмут-ШВСМ».
Весною 2014 року став помічником Ігоря Зябліцева, новопризначеного головного тренера чоловічої збірної України.
Майстер спорту України міжнародного класу.

### Досягнення
Гравець
- володар Кубка топ-команд 2004,
- чемпіон України 2001, 2002, 2003, 2004,
- володар Кубка України 2002, 2003,
- віцечемпіон України 2010,
- фіналіст Кубка України 1999, 2004, 2010,
- бронзовий призер першости України 1999, 2009[8].

Тренер
- віцечемпіон Європи зі збірною України (U-20, Болгарія, 2016[4]),
- віцечемпіон України (2014)[3]